# 영화윤리위원회

영화윤리위원회(일본어: 映画倫理委員会 에이가린리이인카이[*])는 일본의 영상물 등급 심의 기관이다. 일본에서는 줄여서 에이린(일본어: 映倫, EIRIN, 영륜)이라고도 불린다.

## 등급 분류

### 현재
|  | G : 전 연령 관람가                     | 한국 영상물등급위원회의 전체 관람가와 비교할 수 있다. 한국의 심의 수준 등급은 전체관람가, 12세 관람가, 15세 관람가. |
|  | PG12 : 12세 미만 보호자 동반 시 관람가 | 한국 영상물등급위원회의 12세 관람가와 비교할 수 있다. 한국의 심의 수준 등급은 15세 관람가, 청소년 관람불가. |
|  | R15+ : 15세 미만 관람 불가             | 한국 영상물등급위원회의 15세 관람가와 비교할 수 있다. 한국의 심의 수준 등급은 청소년 관람불가. 이등급부터 보호자 동반시에도 관람불가. |
|  | R18+ : 18세 미만 관람 불가             | 한국 영상물등급위원회의 청소년 관람불가와 비교할 수 있다. 한국의 심의 수준 등급은 최소 청소년 관람불가. |
|  | 거부                                   | 내용의 수위가 R18+ 규정을 웃도는 경우 심의에서 제외되어 일반 극장에서의 상영이 거부되며, 심의를 받지 않는 영화는 지정된 극장(미니 시어터)에서만 상영이 가능하다. 이외에 성인용 비디오 애니메이션이나 포르노물의 상영은 영화윤리위원회에 의해 금지된다. 한국의 심의 수준 등급은 제한상영가. |

## 같이 보기
- 컴퓨터 오락 등급 기구 : 일본의 비디오 게임물 등급 심의 기관
- 영상물등급위원회 : 대한민국의 영상물 등급 심의 기관